# Gina Graichen
Gina-Ursula Graichen (* 1955 in Berlin) ist eine deutsche Kriminalbeamtin. Sie engagierte sich insbesondere für die Aufklärung von Straftaten an Kindern und ist Mitglied in verschiedenen Gremien und Organisationen.

## Werdegang
Graichen wuchs im Berliner Stadtteil Schmargendorf auf. Nach dem Abitur besuchte sie die Verwaltungshochschule und trat dann in den Polizeidienst des Landes Berlin. Sie war fünf Jahre beim Mobilen Einsatzkommando. Seit 1990 leitete sie im Landeskriminalamt Berlin im Rang einer Ersten Kriminalhauptkommissarin das Kommissariat LKA 125, inzwischen umbenannt in LKA 123, das sich – als einziges in Deutschland – auf die Verfolgung von Kindesmisshandlung und -vernachlässigung spezialisiert hat. Neben der Aufklärung von Straftaten widmete sie sich der Aufklärungs- und Präventionsarbeit. Im Mai 2017 trat sie in den Ruhestand.

## Ehrungen
- 2006: Prix Courage als „Frau des Jahres“ des ZDF-Frauenmagazins ML Mona Lisa
- 2007: Verdienstorden des Landes Berlin „für ihr außerordentliches Engagement für die Prävention und Aufklärung von Straftaten an Kindern“

## Film
- Ute Laibl: „Prix Courage“ für Gina Graichen. gesendet in: ML Mona Lisa, 19. März 2006, 18.00 Uhr